# André Coustillet

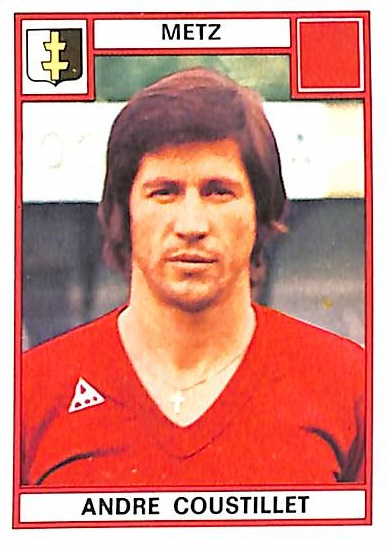
Saison 1975-1976 FC Metz

André Coustillet, né le 29 août 1945 à Bayel (Aube), est un ancien footballeur français devenu entraîneur. Il évoluait au poste de milieu de terrain, principalement à l'US Valenciennes Anzin et au FC Metz.
Il est le frère de Jean-Louis Coustillet.

## Biographie
André Coustillet est formé à l'ES Bar-Bayel puis à l'AAJ Blois. Il joue au niveau professionnel pendant onze saisons, avec l'US Valenciennes Anzin et le FC Metz.
Le 1er novembre 1968, il inscrit avec Valenciennes un triplé en Division 1, lors de la réception de l'OGC Nice (victoire 3-0). Par la suite, le 15 novembre 1969, il inscrit un doublé en championnat sur la pelouse du FC Rouen (match nul 3-3).
Il dispute un total de 275 matchs en Division 1, marquant 22 buts, et 17 matchs en Division 2, inscrivant deux buts.
Il est demi-finaliste de la Coupe de France en 1970 avec Valenciennes, puis en 1976 avec Metz.
Il arrête sa carrière pro en 1977 et devient immédiatement entraîneur à l'OC Châteaudun. De l'été 1977 à 1994 (17 saisons), l'équipe est alors dirigée par un seul et même entraîneur. Prenant le club en PH (5e échelon national), il le mène jusqu'en Division 3 en 1989. Lors de la réforme des championnats en 1993, le club se retrouve National 2 (D4). Coustillet quitte sa fonction un an après et la relégation en National 3. Il revient au club en 1996 et reprend alors la gestion de l'équipe en DH qu'il réussit à faire remonter au niveau national en deux saisons. Cela ne dure que deux ans avant une nouvelle relégation. Coustillet reste deux saisons au club et abandonne l'espoir de remonter en 2003.
Il quitte le club de Châteaudun en juillet 2006 et pose ses valises au FC Drouais en tant qu'entraîneur des 15 ans lors de sa première saison puis des 12 ans de Ligue la saison suivante. Il fait ensuite partie du comité directeur. Durant neuf ans, André Coustillet forme les espoirs du club drouais, mais décide d'arrêter sa carrière de football en avril 2015 pour déménager en Vendée.